# Kirche von Lindärva

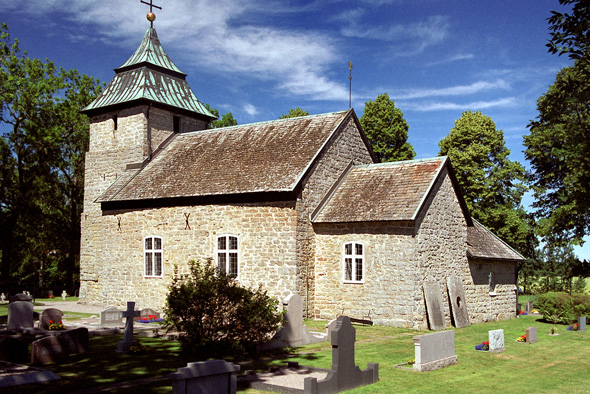

Die Kirche von Lindärva ist die Kirche des gleichnamigen Kirchspiels (Lindärva socken), etwa zehn Kilometer südlich der schwedischen Stadt Lidköping. 
Die Kirche aus dem 12. Jahrhundert mit ihrem Turm, dem Langhaus und dem rechteckigen Chor hat ihr romanisches Aussehen weitgehend bewahrt. Das Innere der Kirche wurde im 15. Jahrhundert verändert, als man die Decke durch ein Kreuzbogengewölbe ersetzte und durch den Kirchenmaler Meister Amund ausmalen ließ. Die Deckenmalereien wurden nach der Reformation überkalkt, aber bei der Restaurierung von 1916 wurden sie – soweit möglich – wieder hervorgeholt.
Koordinaten: 58° 26′ 18″ N, 13° 13′ 50″ O